# Recordes olímpicos do ciclismo
Esta lista reúne os recordes olímpicos do ciclismo, atualizados até os Jogos Olímpicos de Verão de 2008.

## Recordes masculinos
| Evento                  | Tempo    | Nome                                                 | País             | Jogos        | Data                |
| ----------------------- | -------- | ---------------------------------------------------- | ---------------- | ------------ | ------------------- |
| Sprint                  | 9.713    | Jason Kenny                                          | GBR Grã-Bretanha | Londres 2012 | 4 de agosto de 2012 |
| Perseguição individual  | 4:15.031 | Bradley Wiggins                                      | GBR Grã-Bretanha | Pequim 2008  | 15 de agosto        |
| 1 km contra o relógio   | 1:00.711 | Chris Hoy                                            | GBR Grã-Bretanha | Atenas 2004  | 20 de agosto        |
| Perseguição por equipes | 3:51.659 | Steven Burke Peter Kennaugh Geraint Thomas Ed Clancy | GBR Grã-Bretanha | Londres 2012 | 3 de agosto de 2012 |

## Recordes femininos
| Evento                 | Tempo    | Nome               | País              | Jogos        | Data                |
| ---------------------- | -------- | ------------------ | ----------------- | ------------ | ------------------- |
| Sprint                 | 10.963   | Victoria Pendleton | GBR Grã-Bretanha  | Londres 2012 | 5 de agosto de 2012 |
| Perseguição individual | 3:24.537 | Sarah Ulmer        | NZL Nova Zelândia | Atenas 2004  | 22 de agosto        |
| 500m contra o relógio  | 33.952   | Anna Meares        | AUS Austrália     | Atenas 2004  | 20 de agosto        |